# Karsibór (przystanek kolejowy)
Karsibór – zamknięty w 2004 roku przystanek osobowy a dawniej także ładownia w Karsiborze na linii kolejowej nr 416 Wałcz Raduń – Wierzchowo Pomorskie, w województwie zachodniopomorskim. Budynek został zniszczony podczas II wojny światowej, obecnie istnieje jedynie mała wiata przystankowa.